# Thamnophilus sticturus
El batará pizarroso boliviano (Thamnophilus sticturus), también denominado batará pardo (en Paraguay), es una especie de ave paseriforme de la familia Thamnophilidae perteneciente al numeroso género Thamnophilus. Es nativo del centro de América del Sur.

## Distribución y hábitat
Se distribuye en centro y este de Bolivia (Beni, Cochabamba, Santa Cruz), en las adyacencias de Brasil (partes del extremo oeste de Mato Grosso y Mato Grosso do Sul) y norte de Paraguay (Alto Paraguay).
Es localmente bastante común en su hábitat natural, el sotobosque de bosques caducifolios y sus bordes entre los 200 y 900 m de altitud.

## Sistemática

### Descripción original
La especie T. sticturus fue descrita por primera vez por el ornitólogo austríaco August von Pelzeln en 1868 bajo el mismo nombre científico; localidad tipo «Engenho do Capitão Gama, Mato Grosso, Brasil.»

### Etimología
El nombre genérico «Thamnophilus» deriva del griego «thamnos»: arbusto y «philos»: amante; «amante de arbustos»; y el nombre de la especie «sticturus», del griego: «stiktos»: punteado, y «ouras»: de cola; significando «de cola punteada».

### Taxonomía
Forma una superespecie con Thamnophilus punctatus, T. stictocephalus, T. pelzelni y T. ambiguus; todos anteriormente considerados conespecíficos, y tradicionalmente también incluyendo a T. atrinucha en el clado. Es monotípica.